# Ambitious (松田樹利亜の曲)
Ambitious（アンビシャス）は、松田樹利亜の13枚目のシングル。

## 内容
テレビ朝日系「スーパーJチャンネル」主題歌。アルバム「STEEL & SILK」には収録されていない。

## 収録曲
1. Ambitious
作詞：松田樹利亜　作曲：Joey Carbone・月光恵亮　編曲：神長弘一
2. 100億の恋に賭けるよりも1つの夢を抱いて
作詞：松田樹利亜　作曲：清水昭男[2]　編曲：月光恵亮・須貝幸生・神長弘一
3. Ambitious (inst.)